# نجوى نجار
نجوى نجار ولدت في العاصمة الأمريكيه واشنطن في 31 يوليو 1973 لأب أردني وأم فلسطينية، تلقت تعليمها العالي في أمريكا في مجال السينما هي مخرجة ومؤلفة فلسطينية. تم انتخابها مؤخرًا لأكاديمية الفنون والعلوم (قسم الكتاب) 2020. ولدت لأب أردني وأم فلسطينية، بدأت حياتها المهنية في  إنتاج الإعلانات التجارية وعملت في كل من الأفلام الوثائقية والروائية منذ سنة  1999. حصل فيلمها الطويل الأول الرمان والمر على 10 جوائز دولية، عرض في دور السينما وفي أكثر من 80 مهرجانًا دوليًا عالميا يروي هذا الفيلم قصة راقصة فلسطينية شابة تدافع عن أرض عائلتها بعد إرسال زوجها إلى سجن إسرائيلي حسب اقوال نجار  عندما عُرض الفيلم لأول مرة في رام الله، كان هناك احتجاج شعبي من قبل حكومة حماس في غزة حول تصوير الفيلم لـما اعتبرته الحكومة غير وطني حيث يعرض ويصوّر زوجة سجين سياسي غير جديرة بالثقة، حصل الفيلم على جائزة أفضل فيلم عربي في مهرجان الدوحة تريبيكا السينمائي. 
فيلمها الثاني Eyes of a Thief هو أيضًا فيلم إثارة حاصل على عدة جوائز وارتكز بدوره على قصة حقيقية، تم تصوير هذا الفيلم بأكمله في أراضي فلسطينية مع الممثل والمنتج المصري الحائز على العديد من الجوائز خالد أبو النجا في دور البطولة والمغنية الجزائرية سعاد ماسي كممثلة، كان فيلم «عيون الحرامية» بمثابة التقديم الفلسطيني الرسمي لجوائز الأوسكار الـ87 لعام 2014 (جوائز الأوسكار). هذا الفيلم وهو إنتاج مشترك فلسطيني / جزائري / فرنسي / آيسلندي حصل على دعم مختبر Sundance للكتابة، وجائزة Sundance duke، وDubai film collection ، وصندوق الأردن السينمائي للأفلام، وكان أحد المشاركين في شبكة السينما الجديدة في مهرجان روما السينمائي الدولي. 
فيلمها الطويل الثالث، «رحلة على الطريق: بين السماء والأرض»، تم إنجازه في نوفمبر 2019، وتم عرضه في مسابقة مهرجان القاهرة السينمائي الدولي، وفاز بجائزة نجيب محفوظ لأفضل سيناريو. كما وتم تأجيل عرض الفيلم في العديد من المهرجانات السينمائية الدولية المرموقة بسبب جائحة الكورونا في عام 2020.
نجوى نجار متحدثة في العديد من الحلقات الحوارية حول السينما ومشاركة في العديد من المهرجانات الدولية للسينما، قيّمت كتبًا ونشرت مقالات حول السينما الفلسطينية. كانت المستشارة والقارئة في مختبر الراوي ساندانس للكتّاب العرب، كما ونظمت أيام دراسية لصناع السينما الفلسطينية، قد قدّمت محاضرة في مهرجان السينما الدولي غالوي. تعيش نجار في المناطق الفلسطينية

## النشأة
ولدت في العاصمة الأمريكيه واشنطن في 31 يوليو 1973 لأب أردني وأم فلسطينية، تلقت تعليمها العالي في أمريكا في مجال السينما

## حياتها المهنية
حياتها المهنية في البداية زاولت مجال الإعلانات التجارية ومن ثم إتجهت للأفلام الوثائقية والقصيرة خاصة بعد انتقالها للعيش في مدينة القدس، عملت في الوثائقي منذ عام 1999.

## أعمالها
من أبرز أعمالها:
1. انعيم ووديع (1999)
2. جوهر السلوان (2000)
3. طفل يدعى محمد (2001)
4. ذهب ازرق (2004)
5. اتوا من الشرق (2004)
6. ياسمين تغني (2006)
7. الرمان والمر (2009)
8. عيون حرامية (2014)
9. بين الجنة والأرض (2019)

2019 بين الجنة والأرض، قصة حب عن الطلاق، حصد جائزة نجيب محفوظ لأفضل سيناريو.
2014 «عيون الحرامية» مستوحى من قصة حقيقية، تروي عودة قناص فلسطيني إلى بلدته بعد 10 سنوات ليجد الابنة التي تركها وراءه. رشح كأفضل فيلم في أوسكار 2015 والغولدن غلوب 2015 فاز بجائزة أفضل مخرج في مهرجان كولكوتا السينمائي الدولي 2014 فاز أيضا بجائزة أفضل ممثل في مهرجان القاهرة السينمائي الدولي 2014 وحصل على لقب أفضل فيلم روائي في بوسطن. 
2009 «الرمان والمر» هو فيلم روائي مستقل (95 دقيقة) يروي قصّة امرأة فلسطينية تبحث عن الحرية بعد سجن زوجها. تم عرضه في أكثر من 70 مهرجانا دوليا، 
نعيم ووديع فلم وثائقي قصير عن التاريخ الاجتماعي في يافا، فلسطين يتمحور حول التاريخ المحكي لعائلة من يافا ويشمل أرشيف من صور عائلة عازر (عائلة يافاوية). حاصل على جوائز عديدة.
فلم جوهر السلوان حيث قامت نجوى بكتابة وإخراج وإنتاج الفيلم مدته 45 دقيقة وقد حصل على جائزة beta so winner :art desert rain film festival بايطاليا سنه 2001. 
«طفل يدعى محمد» هو  فيلم وثائقي مدته عشرة دقائق يصوّر أحداث يوم محمد الطفل البالغ من العمر 12 عام الذي يعمل في محل مشتريات للفلسطينيين عبر حاجز قلنديا الذي يسيطر عليه جنود إسرائيليون.
«ذهب ازرق» تم إخراجه عام 2004 هو فيلم وثائقي. مدته 24 دقيقة يتناول  وضع ومكانة الماء في البلاد مع التجديد على منطقة الخليل 
«ياسمين تغني» هو فيلم قصير قامت نجوى بكتابته وإخراجه/ مدته 20 دقيقة تدور أحداثه حول حبيبان يحاولان تخطي الحواجز بينهما.

## روابط خارجية
- نجوى نجار على موقع IMDb (الإنجليزية)
- نجوى نجار على موقع ألو سيني (الفرنسية)
- نجوى نجار على موقع أول موفي (الإنجليزية)
- نجوى نجار على موقع قاعدة بيانات الأفلام السويدية (السويدية)
- نجوى نجار على موقع قاعدة بيانات الفيلم (الإنجليزية)
- نجوى نجار على موقع كينوبويسك (الروسية)